# (332446) 2008 AF4
2008 أي أف 4 (ويعرف أيضًا باسم (332446) 2008 أي أف 4 وفق تسمية الكوكب الصغير) (بالإنجليزية: 2008 AF4)‏ هو كويكب ضمن حزام الكويكبات؛ وترتيبه 332446 من حيث الاكتشاف.
اكتُشف هذا الجُرم الفلكي بواسطة بحث لنكولن عن الكويكبات القريبة من الأرض في 10 يناير 2008.

## وصلات خارجية
- (332446) 2008 AF4 في قاعدة بيانات مختبر الدفع النفاث لأجرام النظام الشمسي الصغيرة

- الاكتشاف · مخطط المدار ·  العناصر المدارية · المعلمات المادية

- (332446) 2008 AF4 على موقع ويكي سكاي: DSS2, SDSS, GALEX, IRAS, Hydrogen α, X-Ray, Astrophoto, Sky Map, Articles and images